# Gastrallini
Gastrallini es una tribu de escarabajos polífagos de la familia Ptinidae.

## Géneros
- Falsogastrallus
- Gastrallus
- Mimogastrallus